# سانتا ایزابل (کالیفرنیا)
سانتا ایزابل (به انگلیسی: Santa Ysabel) یک منطقهٔ مسکونی در ایالات متحده آمریکا است که در شهرستان سن دیگو، کالیفرنیا واقع شده‌است.